# Aziza Mustafa Zadeh
Aziza Mustafa Zadeh (Russisch: Азиза Мустафа Заде), door sommigen ook wel de Princess of Jazz genoemd (Bakoe, 19 december 1969) is een Azerbeidzjaans pianiste, zangeres en componiste.

## Biografie
Ze is geboren in Bakoe, de hoofdstad van Azerbeidzjan, op 19 december 1969. Ze is het kind van een muzikale familie. Haar vader Vagif Mustafa Zadeh was zowel pianist als componist. Hij werd bekend toen hij de fusie creëerde tussen jazz en traditionele muziek uit Azerbeidzjan dat mugam (uitgesproken als moo-GAM) heet. Zijn compositie 'Waiting for Aziza' nam de eerste prijs in World Jazz Competition in Monaco. Zijn muziek was ooit beschreven door Dizzy Gillespie als De muziek van de toekomst.
Haar moeder, Eliza Mustafa Zadeh, was een klassieke zangeres uit Georgië.
Toen Aziza Khanom 3 jaar oud was, verscheen ze voor de eerste keer met haar vader op het podium en zo improviseerde ze met haar stem. Maar Zadeh had meer de passie en het talent om piano te spelen.
Haar moeder Eliza was gestopt met haar zangcarrière na Vagif Mustafa Zadehs dood op het podium (op 39-jarige leeftijd) en besloot zich bezig te gaan houden met het pianotalent van haar dochter en zo werd ze haar inspiratie en manager.

## Carrière
Zadeh bleek een snelle leerling te zijn. Op 14-jarige leeftijd gaf ze haar eerste concert en op 17-jarige leeftijd deed ze mee aan de Thelonious Monk internationale competitie in Washington. Ze speelde een paar van Monks composities in haar eigen mugamstijl. In deze periode verhuisde ze met haar moeder naar Duitsland om haar talent optimaal verder te ontwikkelen. Het zou zonde zijn als ik de door God gegeven gave niet zou gebruiken aldus Aziza Khanom...
In 1991 bracht ze haar debuutalbum uit, die naar Aziza Mustafa Zade werd vernoemd. Het was onmiddellijk duidelijk dat de expressieve kracht van haar stem buitengewoon was. Zadeh was zo indrukwekkend dat de meest prestigieuze jazzmuzikanten besloten om met haar de studio in te duiken voor haar Dance Of Fire (1995). Ze werkte samen met gitarist Al Di Meola, basspeler Stanley Clarke en drummer Omar Hakim.
'Aziza is geniaal, als zangeres, pianiste en componiste. Haar muziek heeft meer betekenis voor mij dan jazz want wat ik hoor is haar cultuur'. 'Ik hoor Azerbeidzjan.' Aldus Di Meola ...
Ze heeft opgetreden in Bakoe, Tel Aviv, Londen, Brussel, Praag, Berlijn, Parijs, Athene, Rome en Istanboel.
Zadeh heeft ook optredens op het North Sea Jazz Festival (Den Haag) op haar naam staan in de jaren 1994, 1995 en 2002.

## Prijzen
- German Phono Association's Jazz Award, Duitslands meest prestigieuze muziekprijs die Zadeh won).
- Thelonious Monk (Deze prijs won ze in Washington, toen ze aan de internationale competitie meedeed).
- Echo Prize (Met haar tweede album heeft ze deze prijs verdiend).

## Discografie
- Aziza Mustafa Zadeh (1991)
- Always (1993)
- Dance of Fire (1995)
- Seventh Truth (1996)
- Jazziza (1997)
- Inspiration - Colors & Reflections  (2000)
- Shamans (2002)
- Contrasts  (2006)